# Jordbær Marie
Jordbær Marie (engelsk navn: Strawberry Shortcake) er en tegneseriefigur og tegnefilmserie, som primært henvender sig til børn mellem 4 og 8 år. Der findes en masse spil, bøger og dvd'er med hende.
I 1980'erne var Jordbær Marie primært kendt som legetøj til børn, samt at figurerne fra universet blev brugt på takkekort. Den stigende succes for produktserien, omhandlende den lille charmerende pige, dannede derfor grundlag for, at der blev lavet enkelte tv-episoder, spil og andet med hende. Det var dog først i 2003, at Jordbær Marie for alvor slog igennem på TV, da serien blev relanceret med over 40 helt nye afsnit.
Figuren er i dag ejet af WildBrain.

## Handling
Jordbær Marie bor i Jordbærland sammen med sin hund Buller og sit kat Mispigen. Hun har en masse venner, som man møder i de forskellige afsnit af serien. Navnene i serien er præget af bogstavrim, elementer fra den kulinariske verden samt fænomener fra virkeligheden.

### Kararkterer
- Jordbær Marie
- Karen Kagedrys
- Appelsin Sofie
- Fanny Ingefær
- Benjamin Blåbær
- Bella Blåbær
- Rosa Regnbue
- Agnes Æblekind
- Buller
- Mispigen
- Pony Honning

Kilde: